# Казанская церковь (Реутов)
Церковь Казанской иконы Божией Матери — православный храм Балашихинского благочиния Балашихинской епархии Московской митрополии.
Храм расположен в городе Реутове Московской области (улица Октября д. 14). Главный престол освящён в честь Казанской иконы Божией Матери; приделы в честь праздника Собора святых новомучеников и исповедников Российских, в честь святого благоверного князя Александра Невского. Престол расположенного в цокольном этаже крестильного храма освящён в честь праздника Всех святых.

## История
В 1990-х годах в Реутове была зарегистрирована православная община. По причине отсутствия в городе храма богослужения совершались в квартире жилого дома. 21 июля 1996 года в южной части города, с закладки памятного камня, началось строительство церкви в честь Казанской иконы Божией Матери. Строительство велось на пожертвования горожан, частных предпринимателей, организаций и предприятий и при активном участии главы города Александра Николаевича Ходырева.
3 октября 1999 года Казанская церковь была освящена митрополитом Крутицким и Коломенским Ювеналием в сослужении архиепископа Можайского Григория и епископа Видновского Тихона. В 2001 году был освящён придел во имя Собора Новомучеников и Исповедников Российских. 20 сентября 2003 года в храме были поставлены для поклонения святые мощи священномучеников Александра и Феодора. В Казанском храме также хранится ковчег с частицей святых мощей преподобного Серафима Саровского и два мощевика со святыми мощами некоторых Русских святых и святых Новомучеников и Исповедников Российских.
На пожертвования прихожан община храма издает бесплатную газету «Реутовский благовест», издается журнал «Реутов Православный», работает библиотека православной литературы. При храме действует детская воскресная школа. Для желающих принять Таинства Крещения и Венчания по субботам и воскресеньям в храме проводятся катехизические беседы.

## Духовенство
- Настоятель храма — протоиерей Максим Максимов

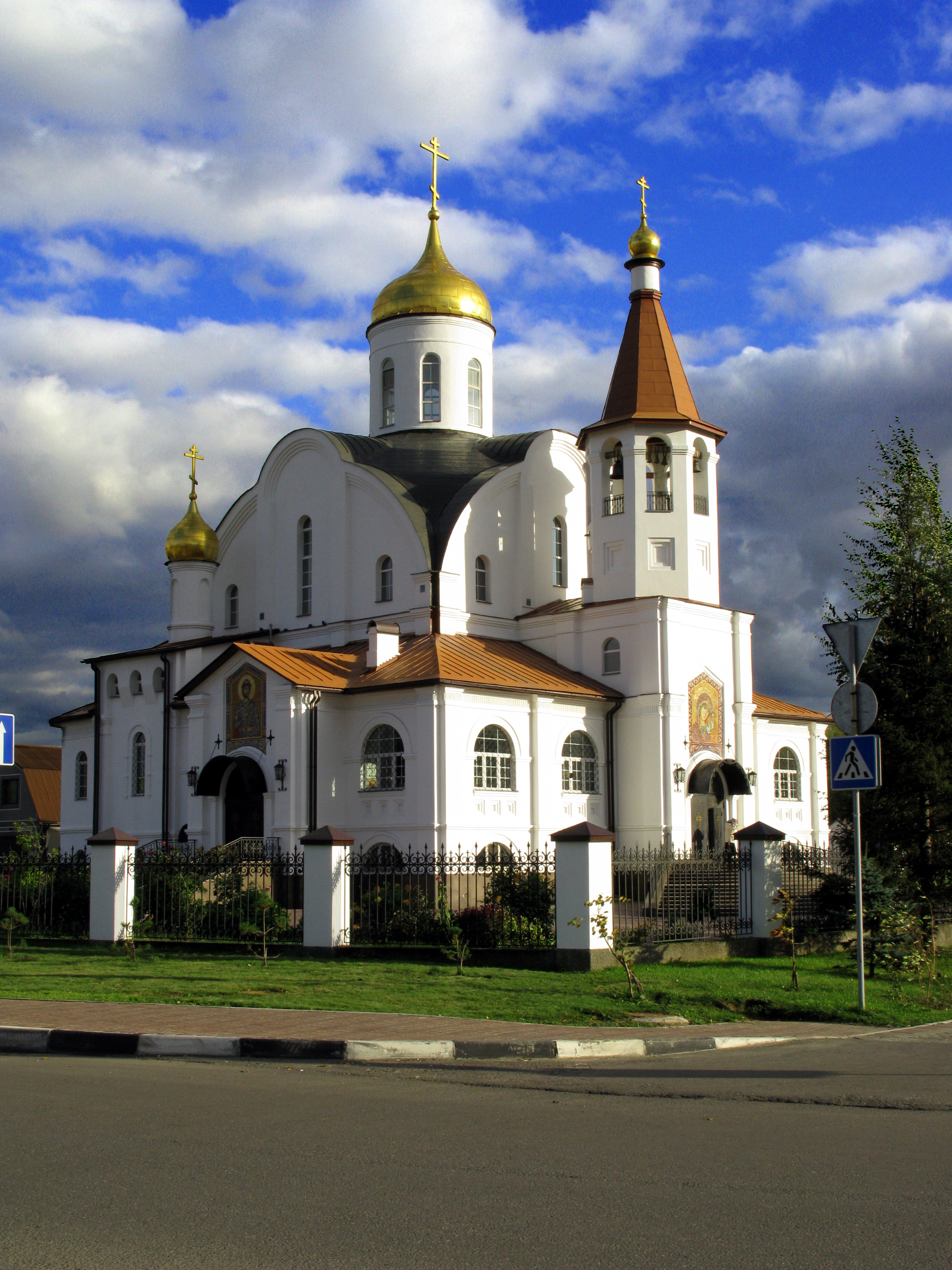
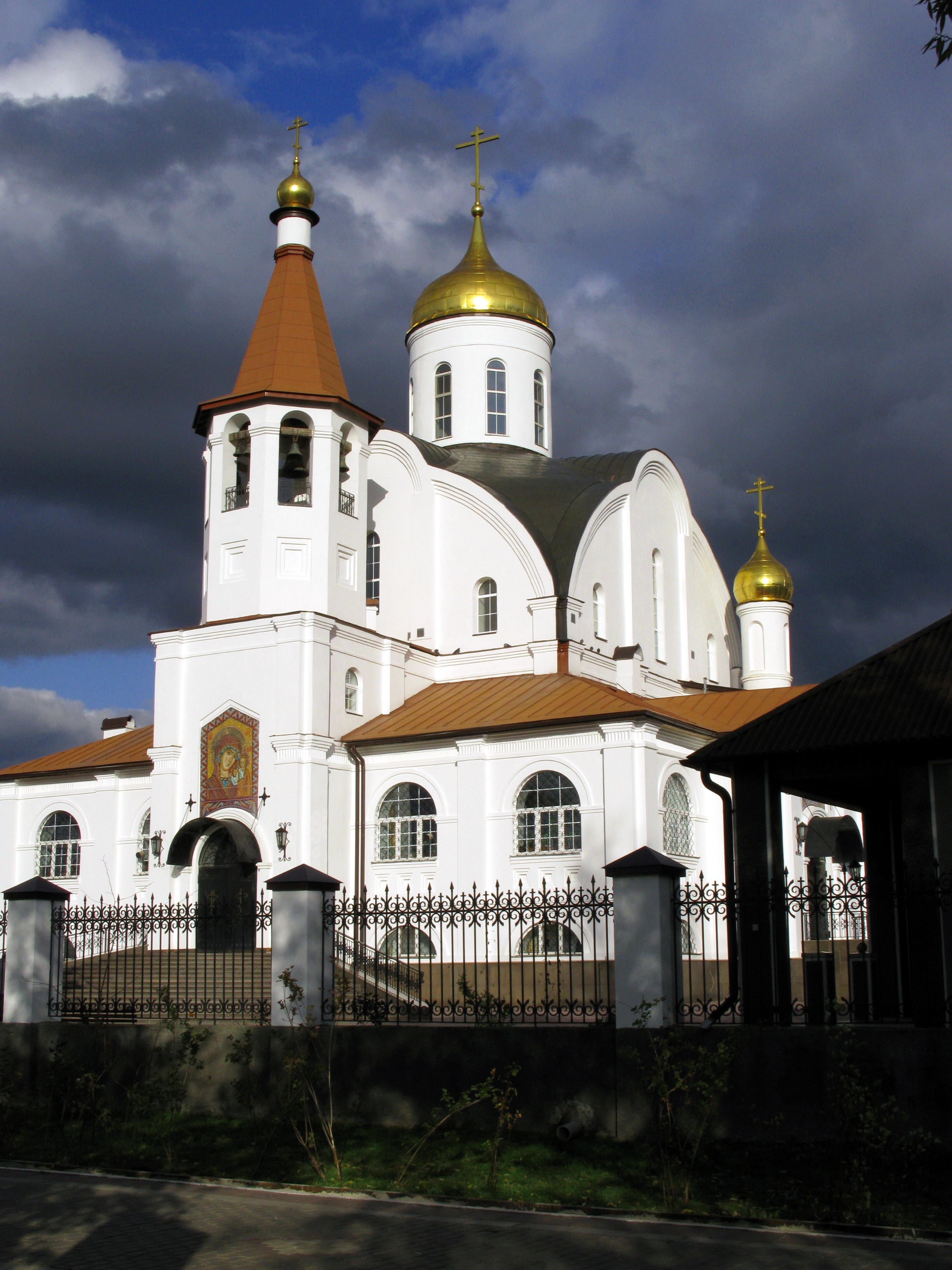

- Игумен Димитрий (Новосельцев)
- Священник Олег Лыткин
- Священник Евгений Сороковкин
- Священник Павел Жучкин
- Протодиакон Вячеслав Кучерук
- Диакон Алексий Кошман[2]